# Poder Conservador
Se llamó Poder Conservador a una figura existente en la Ley Fundamental del Estado Libre de Costa Rica, una de las Constituciones del país, y que era un cuarto poder de la República adicional al Ejecutivo, Legislativo y Judicial. Estaba conformado por no menos de tres y no más de cinco personas La Ley le definía así:

Art. 28. Al Poder Conservador se dedica el capítulo 7 de la Ley, artículos 60 a 75, cuyas disposiciones pueden resumirse así:

a) Lo ejerce un Consejo compuesto de individuos electos popularmente y cuyo número no puede ser menor de tres ni mayor de cinco, que reside en la misma sede del Congreso, funciona bajo la presidencia Jefe de Estado, se renueva cada dos años por mitades, y debe sesionar diariamente cuando el Congreso está en sesiones y dos veces por semana, si ello no es así;
b) Sus funciones son:
         1) Dar o negar la sanción a todas las actuaciones del Congreso;
         2) Velar por el cumplimiento de la Ley Fundamental y demás del Estado y dar cuenta al Congreso de las infracciones que advierta o se le informen;
e) Declarar si hay lugar a formación de causa contra altos funcionarios, y proponer candidatos para esos puestos;
d) Aconsejar al Poder Ejecutivo sin excepcion alguna en todo aquello que éste le consulte;
e) Nombrar a su Secretario;y

f) Convocar al Congreso a sesiones extraordinarias.

El Poder Conservador entra en vigencia a partir del 9 de mayo de 1825 y fue abolido por el régimen autoritario de Braulio Carrillo Colina que abrogó la constitución y estableció en su lugar el Decreto de Bases y Garantías del 8 de marzo de 1841 que concentraba el poder en el Ejecutivo.